# Placówka Straży Celnej „Łacha”

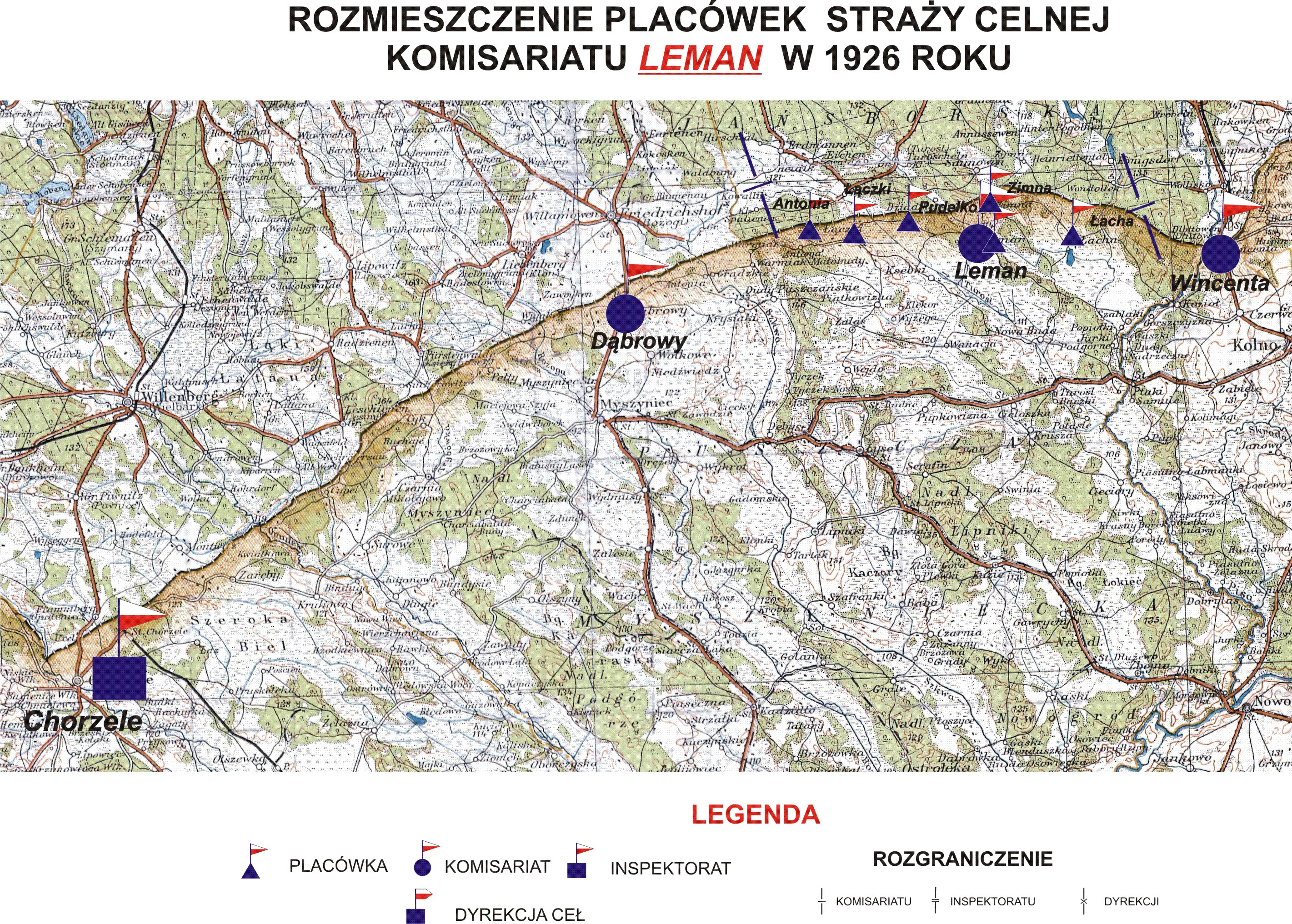
Rozmieszczenie placówek SC komisariatu „Leman” w 1926 roku

Placówka Straży Celnej „Łacha” – jednostka organizacyjna Straży Celnej pełniąca w okresie międzywojennym służbę ochronną na granicy polsko-niemieckiej.

## Formowanie i zmiany organizacyjne
Na wniosek Ministerstwa Skarbu, uchwałą z 10 marca 1920 roku, powołano do życia Straż Celną. Od połowy 1921 roku jednostki Straży Celnej rozpoczęły przejmowanie odcinków granicy od pododdziałów Batalionów Celnych. W 1921 roku w Lemanie stacjonował sztab 1 kompanii 1 batalionu celnego. 1 kompania celna wystawiła między innymi placówkę w Łasze. Proces tworzenia Straży Celnej trwał do końca 1922 roku. Placówka Straży Celnej „Łacha” weszła w podporządkowanie komisariatu Straży Celnej „Leman” z Inspektoratu SC „Chorzele”.
W drugiej połowie 1927 roku przystąpiono do gruntownej reorganizacji Straży Celnej. W praktyce skutkowało to rozwiązaniem tej formacji granicznej. Ochronę północnej, zachodniej i południowej granicy państwa przejęła powołana z dniem 2 kwietnia 1928 roku Straż Graniczna.
Rozkazem nr 9 z 18 października 1929 roku w sprawie reorganizacji Mazowieckiego Inspektoratu Okręgowego komendant Straży Granicznej płk Jan Jur-Gorzechowski powołał komisariat Straży Granicznej „Leman”. Placówka Straży Granicznej I linii „Łacha” znalazła się w jego strukturze.

## Służba graniczna
Sąsiednie placówki
- placówka Straży Celnej „Kozioł” ⇔ placówka Straży Celnej „Zimna” – 1926[9]

## Funkcjonariusze placówki
Kierownicy placówki
| Stopień    | Imię i nazwisko, numer | Okres pełnienia służby | Kolejne stanowisko |
| ---------- | ---------------------- | ---------------------- | ------------------ |
| przodownik | Roman Krzywicki (432)  | był w 1926             |                    |

Obsada personalna placówki w 1926: 
- przodownik Roman Krzywicki (432)
- strażnik Kazimierz Popławski (162)
- strażnik Szczepan Bajer (358)
- strażnik Kazimierz Wroński (334)
- strażnik Franciszek Koscion (1039)